# امیرسلیمان خان قاجار قوانلو
امیرسلیمان خان قاجار قوانلو از خوانین قاجار در دوران آقامحمدخان و اوایل فتحعلی‌شاه بود. او للگی ولیعهد فتحعلی‌شاه، عباس میرزا را بر عهده داشت.

## مناصب
او در کودکی از غلام‌بچه‌های دربار کریم خان زند بود و پیشخدمتی آغابیگم خواهر محمدحسن‌خان قاجار را که به همسری کریم‌خان درآمده بود، می‌کرد. پس از به قدرت رسیدن قاجاریان، از سوی آقامحمدخان قاجار به حکومت گیلان و سپس آذربایجان رسید.
زمانی که عباس میرزا پسر فتحعلی شاه به سن یازده سالگی رسید، به ولیعهدی و حکمرانی آذربایجان برگزیده شد و سلیمان خان به للگی او تعیین شد. دو صاحب منصب دیگر قاجار که عباس میرزا را در آذربایجان همراهی می‌کردند سیدالوزراء میرزا عیسی، در مقام وزیر و ابراهیم خان قاجار در مقام سرداری بودند.
سلیمان خان در اوایل دوران فتحعلی‌شاه درگذشت.

## خانواده
او همسران متعدد داشت، از جمله شاه بیگم خانم، دختر بسطام خان زند. همسر دیگر او، کوچک خانم تبریزی بود که در آواز و موسیقی دست داشت و پس از فوت سلیمان‌خان به ازدواج فتحعلی‌شاه درآمد.
امیرسلیمان دو خواهر داشت به نام‌های آسیه خانم و مرصع خانم. آسیه خانم ابتدا با مهدی‌قلی‌خان قاجار برادر آقامحمدخان ازدواج کرد و صاحب پسری شد به نام ابراهیم خان که بعدها ظهیرالدوله لقب گرفت و حاکم کرمان شد. او پس از  مهدی‌قلی‌خان به عقد فتحعلی‌شاه درآمد و از آن ازدواج هم سه فرزند پیدا کرد: محمدقلی میرزا ملک‌آرا، خدیجه خانم و زینب خانم. مرصع خانم با ابراهیم خان دولو قاجار ازدواج کرد و صاحب پسری شد به نام محمدناصرخان که پدر علی‌خان ظهیرالدوله است.
فرزندان امیرسلیمان عبارت بودند از امیرقاسم خان اعتضادالدوله، اسماعیل خان ملقب به سپهسالار که زینب خانم دختر فتحعلی شاه را گرفت و گلین خانم که با عبدالله میرزا پسر یازدهم فتحعلی‌شاه ازدواج کرد.

## درگذشت
امیرسلیمان خان در سال ۱۲۲۰ قمری درگذشت و در نجف در حرم علی بن ابی‌طالب به خاک سپرده شد. عضدالملک که در سال ۱۲۸۳ قمری از این مکان بازدید کرده است، در سفرنامه خود می‌نویسد:
«مرقد نواب غفران مآب شاه شهيد آقا محمد خان - نور الله مضجعه - در رواق پشت سر مبارک است (و نواب صاحب‌قران ميرزا آن جا را آراسته دارد). امير جنت سرير سليمان‌خان قاجار و بعضي از خوانين جليل‌الشان قاجار نيز در همان مرقد بدين فيض مستغرقند.»